# Federação Catarinense de Futsal
La Federação Catarinense de Futsal (conosciuta con l'acronimo di FCFS) è un organismo brasiliano che amministra il calcio a 5 nella versione FIFA per lo Stato di Santa Catarina.
Tra le più antiche del Brasile, essendo stata fondata il 25 agosto 1957, la FCFS ha sede nel capoluogo Florianópolis ed ha come presidente João Carlos de Souza. La sua selezione ha un palmarès di tutto rispetto, avendo vinto due edizioni del Brasileiro de Seleções de Futsal nel 1987 e nel 2001, a questo aggiunge tre secondi posti ed un terzo.
A livello giovanile conta una piazza d'onore al Brasileiro Juvenil del 1988, una vittoria nel Brasileiro Sub-17 del 2005 oltre che un secondo posto nella successiva edizione del 2007. Alla federazione catarinense è iscritta una delle formazioni più titolate degli ultimi anni in Brasile, ovvero il Malwee/Jaraguá che ha vinto cinque Coppe del Brasile dal 2003 al 2007.

## Palmarès
- 2 Brasileiro de Seleções de Futsal: 1987, 2001
- 1 Brasileiro de Seleções Sub-17 de Futsal: 2005
- 1 Brasileiro de Seleções Sub-20 de Futsal Femenino: 2007